# Altruisme (éthologie)
L’altruisme se définit dans le langage courant comme un « souci désintéressé du bien d’autrui ». En termes biologiques, un acte altruiste serait donc un acte qui diminue la valeur sélective de l’individu qui manifeste ce comportement, alors qu’il augmente celle des individus qui en bénéficient. Cette définition pose comme problème qu’un tel comportement n’est pas évolutivement stable, c'est-à-dire qu’il ne pourra pas perdurer dans une population au cours du temps. Cependant on observe bien dans la nature des comportements altruistes.
On appelle ici « donneur » l’individu altruiste et « receveur » l’individu bénéficiaire. L’altruisme ne peut en réalité exister dans une population que s’il comporte des bénéfices indirects pour le donneur, qui dépassent les coûts engendrés par un comportement altruiste. Un comportement altruiste ne peut donc exister selon la première définition, car il n'est jamais désintéressé. William Donald Hamilton fut le premier à proposer une explication aux comportements altruistes avec sa théorie de la sélection de parentèle. Après lui, plusieurs théories et modèles ont été proposés afin d’expliquer l’origine et le maintien de l’altruisme chez les animaux.

## Historique
Charles Darwin est un des premiers à formuler la théorie de la sélection naturelle, moteur d’une évolution graduelle, et à introduire la notion de valeur sélective. Selon lui, les traits d'un individu sont d’autant plus sélectionnés que sa progéniture est nombreuse. Sa valeur sélective directe serait donc positivement corrélée avec son succès reproducteur. Mais sa définition reste centrée sur l'individu, ce qui fait apparaitre l'altruisme comme un paradoxe dans sa théorie. Dans son ouvrage intitulé De l'origine des espèces, il remarque en effet que le comportement social de certains insectes sociaux entre en contradiction avec sa théorie.
L’altruisme a suscité de nombreux questionnements parmi lesquels : « Pourquoi exprimer ce comportement qui diminue la valeur sélective de l’individu ? » et « comment expliquer son maintien dans une population ? » Ce n’est qu'en 1964 que William Donald Hamilton, en introduisant la notion de valeur sélective inclusive montre que celle-ci aurait une autre composante : la valeur sélective indirecte, qui augmenterait avec le nombre de descendants des individus apparentés au sujet examiné. En effet, eux-mêmes sont les porteurs potentiels d’une partie des gènes du sujet en question. Il parvient ainsi à trouver une explication à l’existence de l’altruisme par un mécanisme appelé sélection de parentèle.

## Sélection de parentèle

### Définition de la valeur sélective inclusive
La valeur sélective inclusive comprend la valeur propre à l’individu « y » (valeur sélective directe) liée au nombre de descendants engendrés, et la valeur sélective indirecte, celle qui est liée à l’aide apportée à l’individu apparenté « y ». On a :
VTy = VDy + VIy
Avec :
- VTy = valeur sélective inclusive de l’individu y
- VDy = valeur sélective directe de y
- VIy = valeur sélective indirecte de y

Et

VTy  =  VDy + (VDz × Ryz)
Avec : 
- VDz= valeur sélective directe des autres individus « z »
- Ryz = coefficient d’apparentement entre y et z

### Théorie de Hamilton
Selon Hamilton, la sélection naturelle peut favoriser l’altruisme si ce comportement s’exprime entre individus apparentés.
Cette théorie est basée sur le bénéfice indirect (génétique) de l’altruisme. Prenons l'exemple mathématique que W.D.Hamilton utilise pour l'explication de sa théorie, soit :
- C le coût pour le donneur qui diminue sa valeur sélective
- B le bénéfice apporté au receveur qui augmente sa valeur sélective
- r le coefficient d’apparentement entre le donneur et le receveur (donc la probabilité que le gène altruiste se trouve aussi chez le receveur)

Il faut que l'équation C < r x B soit vérifiée.
Un acte altruiste peut donc être génétiquement bénéfique pour le donneur : ainsi, aider par exemple son frère ou sa sœur à avoir plus de descendants apporte un profit génétique  (même si cela a un coût pour l’individu) car la descendance de ce frère/sœur partage un certain pourcentage de ses gènes avec l’altruiste. Se « sacrifier » pour un apparenté n’a donc de sens que si l’individu altruiste « rentre dans ses frais ». Il s’agirait donc d’un acte génétiquement égoïste ce qui montre que la théorie de Darwin n’est pas incompatible avec l’évolution de l’altruisme. L’altruisme serait juste un moyen différent pour les gènes de se transmettre.La sélection de parentèle nécessite pour opérer, une interaction entre les individus apparentés, impliquant une coexistence et une reconnaissance entre les apparentés (appelée reconnaissance de parentèle). On note donc qu'il peut y avoir évolution de la coopération et de comportement altruiste via la sélection de parentèle, à condition que les individus soit peu dispersants et/ou qu’ils puissent se reconnaître entre apparentés,. Des mécanismes de reconnaissance, ainsi que des gènes de reconnaissance de parentèle peuvent donc co-évoluer avec les gènes altruistes.

## Exemples

### Insectes hyménoptères sociaux
L’exemple des Hymenoptera met en évidence le rôle de la sélection de parentèle dans l’évolution de comportements altruistes. La reine stocke le sperme du mâle dans la spermathèque, qui servira à la fécondation des œufs durant toute sa vie. Les œufs pondus, s’ils sont fécondés (ouverture de la spermathèque) donneront des femelles diploïdes; s’ils ne le sont pas, ils donneront des mâles haploïdes par parthénogenèse. Ce déterminisme haplodiploïde du sexe des hyménoptères crée une asymétrie d’apparentement entre frère et sœur avec un coefficient d’apparentement moyen entre ouvrières élevé, qui serait à l’origine de leur comportement social.
Ceci a donc pour conséquence dans une même colonie :
- Un coefficient d’apparentement moyen entre reine et ouvrières de  r=0,5
- Un coefficient d’apparentement moyen entre ouvrières de  r=0,75 puisque les ouvrières ont en commun la moitié (0,5) de leur génome provenant de leur père haploïde, et une probabilité de 0,5 X 0,5=0,25 de partager l’autre moitié de leur génome provenant de leur mère.
- un coefficient entre une ouvrière et sa fille hypothétique r=0,5
- Un coefficient d’apparentement moyen entre mâles et ouvrières (entre frère et sœur) de  r = 0,25.

Ce coefficient d’apparentement élevé entre ouvrières (supérieur à celui qu'elles auraient avec leurs filles hypothétiques) expliquerait que ces dernières se "dévouent" au profit de leurs sœurs, de la future reine et de la reine  pour maximiser leur valeur sélective de manière indirecte. En revanche elles ont moins d’intérêt à aider les mâles (frères) qu’elles délaissent de fait.

### Oiseaux

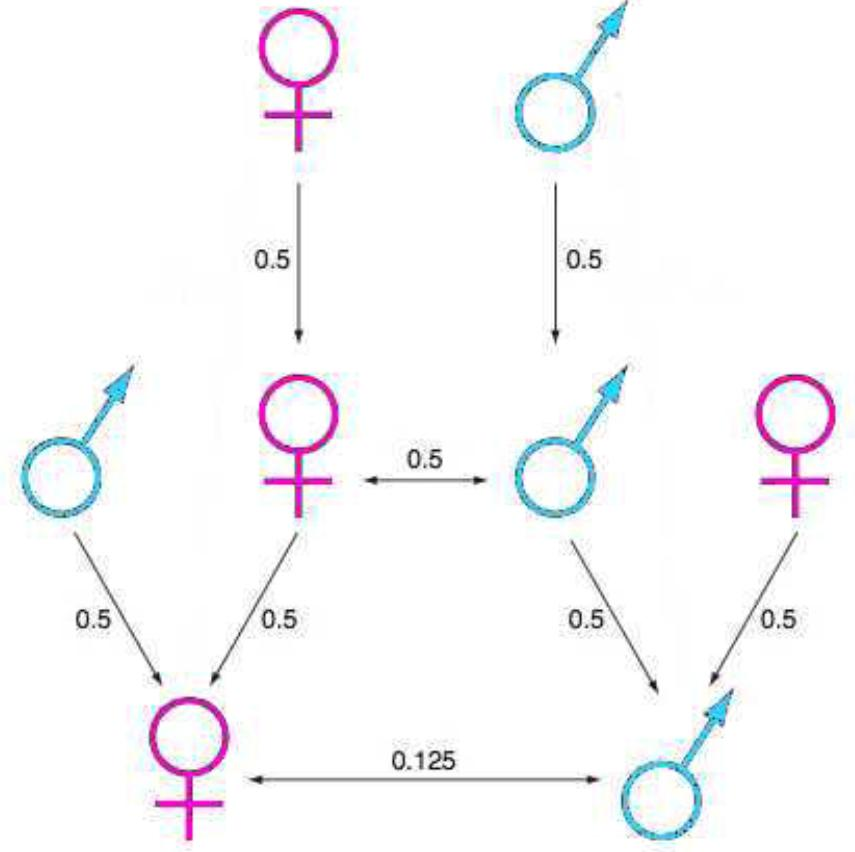
Coefficient d'apparentement diploïde.

Les dindes sauvages (Meleagris gallopavo) font partie des quelques espèces d’oiseaux à former des partenariats entre mâles : les mâles de même âge  forment des coalitions de 2 à 4 individus pour courtiser les femelles et les défendre contre les autres groupes ou les mâles solitaires, et ce sachant qu’un seul mâle de la coalition se reproduit. Une étude d’Allan H. Krakauer montre que la sélection de parentèle explique un tel comportement de la part des dindes.
Il démontre en effet que les supports pour que la sélection de parentèle soit validée sont tous présents : 
- que le mâle dominant et ses subordonnés soient apparentés (les coalitions sont exclusivement composées de frères)
- qu’il y ait un bénéfice mesurable pour le mâle dominant
- que le bénéfice indirect des subordonnés l’emporte sur l’éventuel coût d’une reproduction seul (Règle de Hamilton : rB-C > 0, avec rB le bénéfice pour le subordonné et C le coût de la reproduction)

Cette relation de parenté permet donc d’accumuler des effets positifs indirects sur la valeur sélective de tous les individus de la coalition.

## Altruisme réciproque

### Concept
L’altruisme réciproque désigne un comportement dans lequel un individu vient en aide à un autre individu, en anticipant que celui-ci fera de même dans une situation future. Ceci implique que l'apparition de ce comportement est corrélé positivement avec la probabilité de rencontre ainsi qu’avec la fréquence d’expression du comportement altruiste.
La sélection naturelle peut favoriser l’altruisme réciproque sous certaines conditions:
- Le bénéfice pour le receveur doit être supérieur au coût pour le donneur
- Une durée de vie longue (cela maximise les chances qu’un comportement altruiste bidirectionnel soit opéré entre deux individus)
- Un faible taux de dispersion (un individu altruiste donné interagit de manière répétée avec le même groupe d’individus).

Dans le dilemme du prisonnier réitératif, il peut y avoir maintien du comportement altruiste réciproque dans une petite population (les interactions sont donc fréquentes) si les individus adoptent la stratégie « donnant-donnant ». 
On peut cependant noter l’existence d'un risque d’envahissement de la population par des tricheurs, individus qui profitent des bénéfices sans en payer le coût, ce qui nuirait au maintien de la réciprocité. 
Bien que ce terme « altruisme réciproque » soit très utilisé, certains auteurs le remettent en question. Par exemple, selon la théorie de Hamilton, il s’agit d’un bénéfice mutuel (+/+) et non d’un comportement altruiste (-/+), puisque l’acte est rendu ultérieurement.  D’autres termes ont alors été employés pour désigner ce comportement : « réciprocité » ou « coopération réciproque ».

### Exemples
Chez les chauve-souris vampires (Desmodus rotundus),, se nourrissant exclusivement de sang, Gérald G.Carter et Gérald S. Wilkinson ont observé un comportement de régurgitation de sang aux individus n’ayant pas trouvé de nourriture durant la nuit. En effet, ces vampires meurent par inanition après 72 heures sans manger, le phénomène de régurgitation leur permet donc de survivre jusqu’à la chasse du lendemain. Ce comportement semble être altruiste puisqu’un vampire donneur cède de la nourriture – qu’il aurait pu garder pour sa progéniture - à un congénère dont les chances de survie vont alors augmenter. Mais cet altruisme n’est qu’apparent puisque les dons de nourriture sont réciproques.  Leurs études ont en effet montré que le partage entre individus non apparentés l’emporte et que le lien social à long terme joue un rôle prépondérant dans les dons de nourriture, les vampires choisissent donc des individus appartenant à leur groupe, dont ils savent qu’ils sont capables de réciprocité. 
Chez les babouins Olive (Papio anubis), il a été observé que les mâles forment des coalitions. Lorsque 2 mâles sont en compétition (quelles qu’en soient les raisons), l’un d’eux sollicite l’aide d’un 3e mâle en exécutant un va-et-vient de la tête vers son adversaire et vers le partenaire dont il demande l’aide. L’issue du combat est, dans la plupart des cas, favorable au mâle ayant obtenu de l’aide. Cependant, la valeur sélective du mâle qui lui vient en aide n’est pas augmentée par ce comportement mais elle le sera par la réciprocité de l’acte.

## Sélection de groupe
Il s'agit d'une théorie de sélection à multiples niveaux. Selon ses défenseurs, la vision de l’évolution centrée sur les gènes est réductionniste et pour appréhender le phénomène de sélection naturelle il faut tenir compte de 3 niveaux de sélection : celui du gène, de l’individu mais aussi celui du groupe.
C’est en 1975 que David Sloan Wilson expose un modèle mathématique de sélection de groupe. Il considère une espèce dont les individus ne différent entre eux que par un seul trait héritable (par exemple l’altruisme). Ces individus constituant des groupes, D. S. Wilson se place dans un contexte de métapopulation dont chaque population comprend une proportion a d’individus altruistes A et b=1-a d’individus non altruistes B. Toutes les populations ont le même nombre d'individus N.
-Si « l'individu » est la seule unité de sélection, comme la valeur sélective d'un individu A est plus faible que celle d'un individu B, l'altruisme sera éliminé par la sélection.
-Si « le groupe » est la seule unité de sélection, alors un trait altruiste pourra être sélectionné car la valeur sélective totale du groupe comprenant des individus altruistes et non altruistes est supérieure à la valeur totale d'un groupe contenant uniquement des individus non altruistes. D. S. Wilson calcule la valeur d'un groupe en sommant les valeurs sélectives de chaque individu y appartenant. Ceci est vrai car lorsqu'un seul individu A exprime son altruisme, tous les autres membres de son groupe en bénéficient, ainsi N-1 individus voient leur valeur sélective augmenter.
D. S. Wilson montre que l’évolution de l’altruisme dans la métapopulation est fonction des proportions a et b au sein de chaque population constituant la métapopulation. Plus les proportions en altruistes sont les mêmes entre les différentes populations et plus les pressions de sélection vont s'exercer sur "l'individu". Au contraire, plus les proportions en altruistes sont hétérogènes entre les populations et plus les pressions de sélection vont s'exercer sur "le groupe" donc plus l'altruisme pourra être sélectionné et maintenu dans la métapopulation.
D. S. Wilson illustre son modèle ainsi: il considère une métapopulation constituée de 2 groupes (voir diapositive 1) (2 populations) dont les individus sont haploïdes :

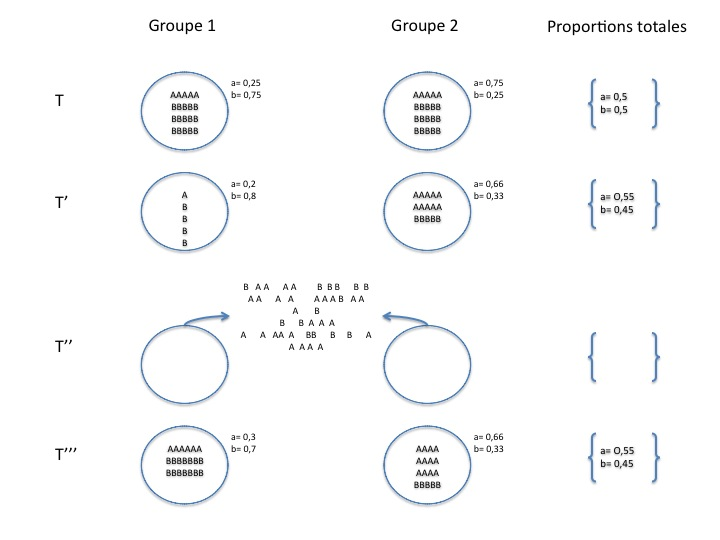
Diapositive1 (1).

Au temps T : Les groupes ont des proportions en altruistes différentes mais au niveau de la métapopulation a=b=0,50.
Au temps T’ : la sélection a opéré (par exemple une prédation) et comme les individus A ont une valeur sélective individuelle plus faible que les individus B, ils résistent moins à la prédation et ainsi, on observe une perte en individu A plus importante qu’en individus B au sein de chaque groupe. Cependant au niveau de l’ensemble des 2 groupes la proportion de A a augmenté (a=0,55 et b=0,45).Ceci est dû au fait que le groupe 2 qui avait un nombre plus important de A en T a connu globalement une prédation plus faible que le groupe 1 car elle avait une valeur sélective globale (grâce à l’altruisme qui profite au groupe entier) plus importante que le groupe 1. Ceci est un exemple d’illustration du paradoxe de Simpson. En réalité chaque groupe n’est pas isolé, et s’il l’était, l’altruisme ne pourrait évoluer en raison du fait que ces taux diminuent dans chaque groupe.
Au temps T’’ : chaque individu quitte son groupe et se reproduit de manière asexuée pour
produire un descendant du même type.
Au temps T’’’ : les individus se répartissent en deux groupes. Désormais la proportion d’individus A a augmenté comparativement au temps T dans chacun des groupes et ainsi les individus B sont susceptibles d'être contre-sélectionnés des populations.
La sélection de groupe selon Wilson s'effectue en fonction des variations de composition en individus A des populations. Un trait altruiste peut ainsi donc se maintenir et être sélectionné dans la métapopulation.
Les critiques du modèle de Wilson sont cependant nombreuses : Il ne fonctionne que si les processus de dispersion/reconstitution des groupes sont fréquents, pour prévenir la contre-sélection du trait altruiste au niveau de l’individu au sein d’un groupe. Or ce
phénomène ne s'observe que très peu chez les groupes emblématiques d’altruistes tels que les fourmis ou les termites où les colonies peuvent rester plus de vingt ans au service d'une même reine. De plus, selon J. Maynard Smith, le modèle de Wilson, qui n’exclut pas une sélection au niveau du gène mais se veut plus large et à multiple niveaux, n’engloberait pas la théorie de la valeur sélective inclusive.

## Barbes vertes

### Concept

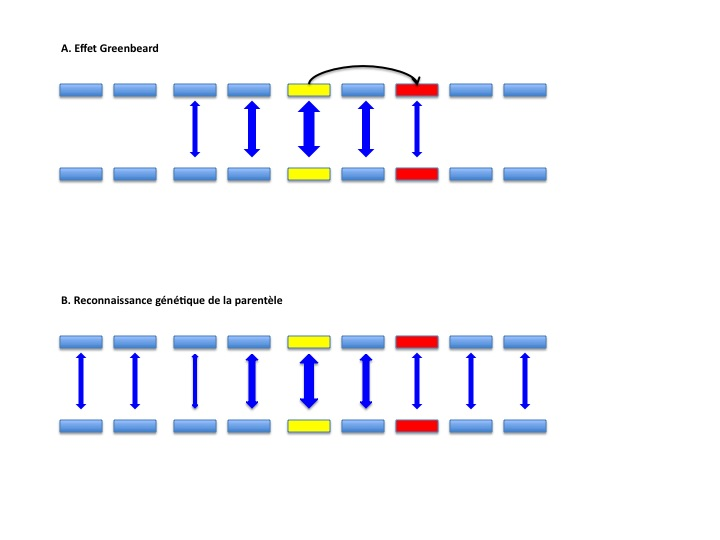
Diapositive 2 (1).

Les barbes vertes, désignent un gène ou un groupe de gènes qui sont capables de détecter la présence de copies d‘eux-mêmes chez d’autres individus. Il s’agit d’un des mécanismes en faveur de l’évolution d’un comportement altruiste. Le premier à proposer ce concept fut W.D.Hamilton (1964), qui supposa qu’un gène ou un groupe de gènes présentaient les trois propriétés suivantes :
- Ils s’expriment en un phénotype remarquable ;
- L’expression de ce phénotype permet de distinguer les porteurs et les non porteurs du gène ;
- Ils favorisent le comportement altruiste envers les porteurs.

Cependant, le terme de barbe verte fut donné par Richard Dawkins dans la théorie du gène égoïste (exemple : les lézards Uta). R.Dawkins distingue les barbes vertes d’un autre mécanisme qu’il nomme « Armpit Effect », qui est un cas de sélection de parentèle.
Armpit Effect est la capacité qu’un individu a de reconnaitre sa propre odeur sur d’autres individus. Elle lui permet de différencier les individus qui lui sont apparentés des individus qui ne le sont pas (exemple : les écureuils de Belding). 
L'Illustration des deux mécanismes à travers une courte série allélique de deux individus (diapositive 2) : 
Barbe verte : il existe un déséquilibre de liaison (flèche noire) entre le gène « barbe verte » (rouge) et le gène du comportement (jaune) ainsi que les autres de gènes des individus. L'apparentement étant symbolisé par les  flèches bleues, on observe un fort apparemment au niveau du locus de la « barbe verte » mais pas sur l’ensemble du génome.
Sélection de parentèle : les partenaires sociaux partageant la présence d’un gène marqueur (rouge) et d’un gène pour le comportement social (jaune) sont plus susceptibles d’être proches parents et donc génétiquement similaires (nombre de flèches bleues).
Au fil des années, le concept de barbe verte a évolué. Il semblerait, d’après l'article de Andy Gardner et Stuart A. West, qu’il existe en fait quatre types de barbes vertes possédant chacun leur propre dynamique évolutive. Dans le cadre de notre article, nous ne nous intéresserons qu’à deux d’entre eux :
- Aide facultative : l’individu aide seulement celui qui possède des barbes vertes (exemple: Les cellules de Amoeba Dictystelium possédant le gène CSA Cell Adhesion qui coopèrent pour former un agrégat ;
- Aidant obligé : l’individu aide indifféremment un porteur ou non de barbe verte (exemple : L’association des plasmides TI d’Agrobacterium tumefaciens à la formation de la galle chez les plantes).

### Application de la théorie de Hamilton auxbarbes vertes
D'après Hamilton, pour qu’un trait soit favorisé par la sélection naturelle, il faut que : rB-C>0.
- r = Coefficient d’apparentement ;
- C = Coût pour le donneur qui diminue sa valeur sélective ;
- B = Bénéfice  pour le receveur qui augmente sa valeur sélective.

En se plaçant dans une population avec un seul locus et deux allèles barbe verte et non barbe verte. La condition pour que le bénéfice soit perçu est que r=1.En respectant ce paramètre les deux types de comportements vérifient la théorie d'Hamiltion.
Pour le Aide facultative, on aura C = c x p. 
Avec p la fréquence d’individu possédant une barbe verte dans la population et c le coût envers ces mêmes individus. 
Il en est de même pour le bénéfice, on aura B= b x p  avec b le bénéfice pour les individus possédant des barbes vertes
On aura rB-C = p(b-c) donc pour que Aide facultative soit favorisé, il faudra que b/c>1.
On raisonne de la même manière pour les Aidant obligé. Le bénéfice B reste inchangé. Comme l’acteur aide indifféremment un porteur ou non de barbe verte, le coût C = c. 
De ce fait, rB-C = pb-c. Ce type de barbe verte sera favorisé seulement si b/c>1/p.

### Dynamique évolutive desbarbes vertes
En raison des différents paramètres intervenant, la dynamique évolutive des  deux barbes vertes ne sera pas la même. 
Le Aide facultative : la direction de sélection est indépendante de leur fréquence dans la population. Si ce dernier est favorisé par la sélection tout en étant rare, il continuera d’augmenter sa fréquence jusqu'à sa fixation. 
En ce qui concerne le Aidant obligé, à faible fréquence, il sera défavorisé alors qu'à haute fréquence, il sera favorisé. Il ne se fixera dans une population que si cette dernière n’est pas entièrement mélangée ;  dans ce cas, on aura une fréquence locale plus élevée même si la fréquence globale est faible. 
Cette sélection dépendant de la fréquence rend difficile la détection des effets barbes vertes car elle aura tendance à les fixer.